# 竹久侑
竹久 侑（たけひさ ゆう、1976年 - ）は、日本のキュレーター。

## 概要
大阪府生まれ。水戸市在住。中高時代は熱血放送部員。慶應義塾大学総合政策学部卒業。写真家の事務所で展覧会コーディネートやプロダクションマネジメントの仕事を経て2002年渡英。
ロンドン大学ゴールドスミス・カレッジ修士課程クリエイティブキュレーティング修了。2005年までロンドンを拠点にインディペンデント・キュレーターとして、展覧会企画やレジデンス事業に関わる。2006年より水戸芸術館現代美術センター学芸員。
「水と土の芸術祭2012」ディレクター。

## 企画
- 「大友良英　アンサンブルズ2010─共振」（2010）[5]
- 「リフレクションー映像が見せる“もうひとつの世界”」（2010）[6]
- 「デイヴィッド・シュリグリー「ルーズ・ユア・マインド－ようこそダークなせかいへ」」（2017-2018）

- 「石川直樹　この星の光の地図を写す」（2016-2017）

- 「田中功起　共にいることの可能性、その試み」（2016）

- 「3.11とアーティスト：進行形の記録」(2012)[7]
- 「アートセンターをひらく」（2019〜2020年）[8]
- 「3.11とアーティスト：10年目の想像」（2021）[9]
- 「浅田政志　だれかのベストアルバム」（2022）[10]
- 「中﨑透　フィクション・トラベラー」（2022）[11]
- 「田村友一郎　ATM」（2024）[12]
- 「日比野克彦　ひとり橋の上に立ってから、だれかと舟で繰り出すまで」（2025）[13]